# Atropos Tessera
Atropos Tessera is een tessera op de planeet Venus. Atropos Tessera werd in 1985 genoemd naar Atropos, de oudste van de schikgodinnen in de Griekse mythologie.
De tessera heeft een diameter van 469 kilometer en bevindt zich in de quadrangles Metis Mons (V-6) en Lakshmi Planum (V-7).